# Neustifter Pfarrkirche

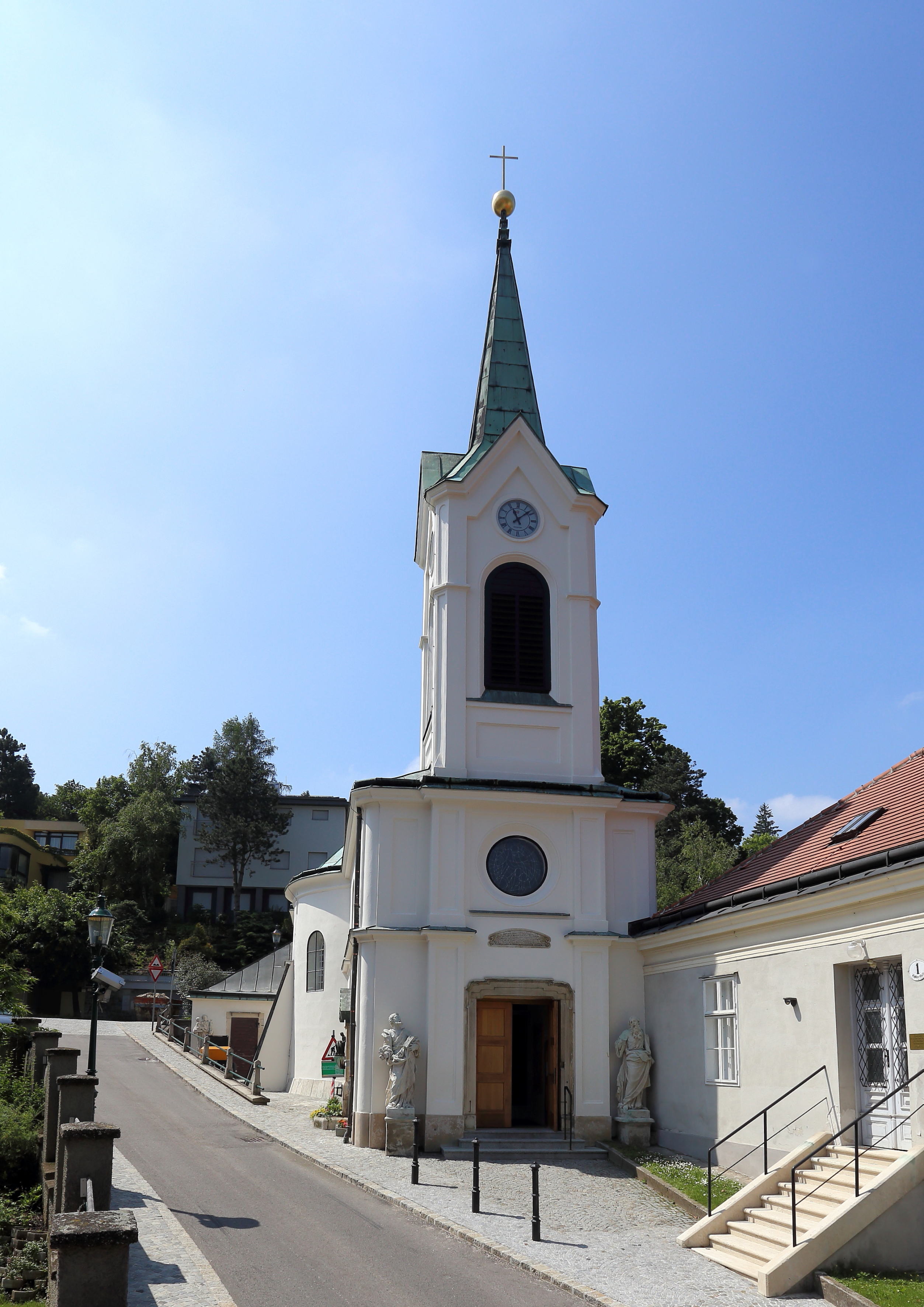
Römisch-katholische Pfarrkirche hl. Rochus in Neustift am Walde

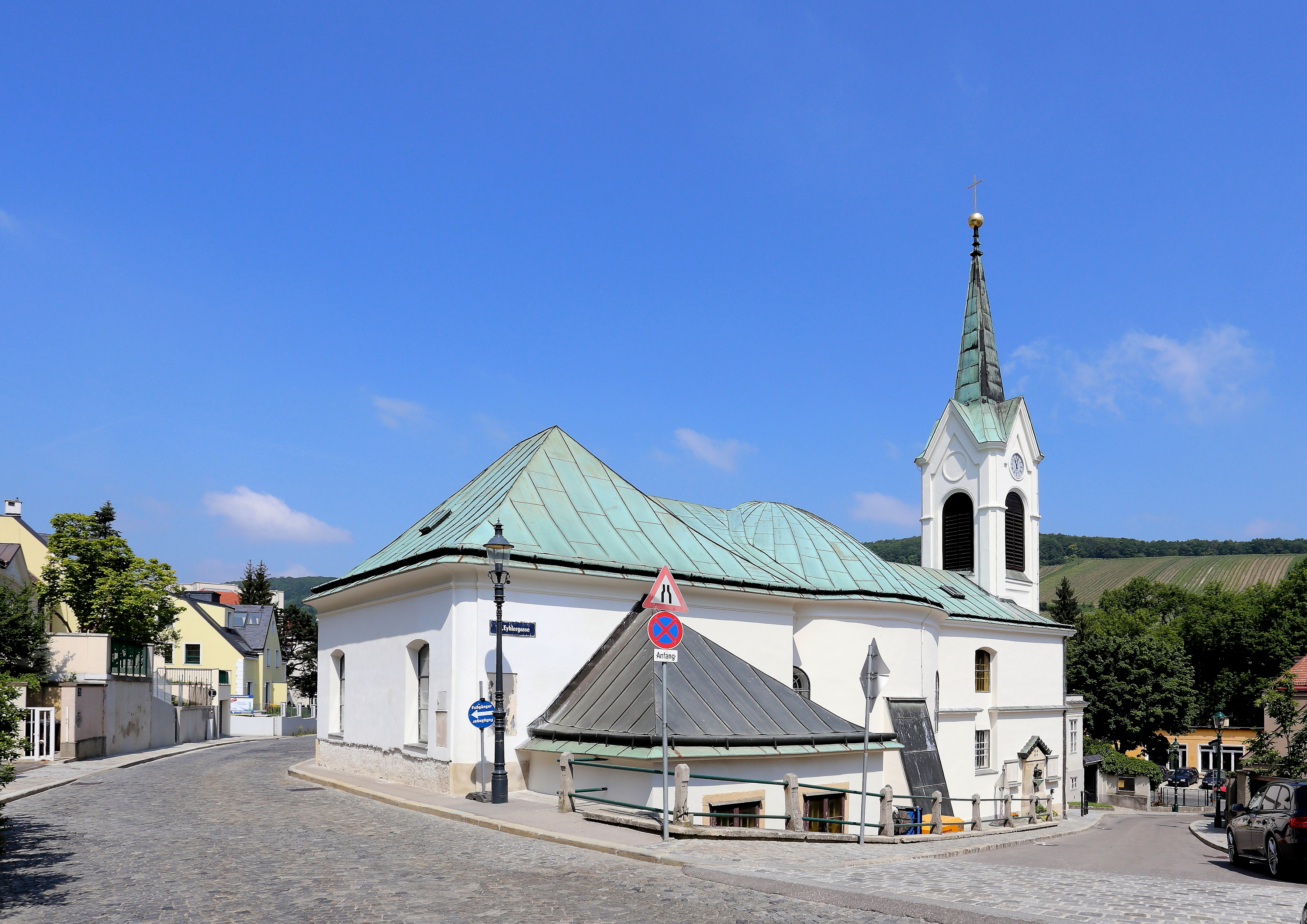
Südostansicht der Pfarrkirche

Die römisch-katholische Pfarrkirche Neustift am Walde steht im 19. Wiener Gemeindebezirk Döbling in Neustift am Walde an der Eyblergasse. Die Pfarre liegt im Stadtdekanat 17/18/19 des zur Erzdiözese Wien gehörenden Vikariates Wien Stadt. Sie ist dem heiligen Rochus geweiht.
Das Bauwerk steht unter Denkmalschutz (Listeneintrag).

## Geschichte
Ursprünglich gehörte Neustift am Walde zur Pfarre Heiligenstadt. Die Stiftungsurkunde der Sieveringer Pfarrkirche aus dem Jahre 1330 belegt, dass die Bevölkerung von Sievering gemeinsam mit der Neustifter Bevölkerung und den Einwohnern von Salmannsdorf gemeinsam diese Kirche bauten. Dadurch wurden Neustift am Walde und Salmannsdorf auch in Sievering eingepfarrt. Auch als Neustift am Walde 1414 an das Wiener Augustiner Chorherrnstift St. Dorothea kam, wurde keine Kirche in Neustift errichtet. Erst 1713 stiftete der italienische Kaufmann Marco Abundio eine Kapelle mit Holzkuppel und einer Tafel, die an die Pest des Jahres und die Errichtung der Kapelle zu Ehren der dreieinigen Gottheit, der heiligen Jungfrau und der Pestpatrone Rochus, Sebastian, Karl Borromäus, Franz Xaver und Rosalia erinnerte.
Erst durch die Aufhebung des Chorherrenklosters St. Dorothea durch Joseph II. und die Übertragung des Gebietes an das Stift Klosterneuburg wurde Neustift am Walde 1784 zusammen mit Salmannsdorf zu einer eigenständigen Pfarre erhoben. Die Rundkapelle wurde in der Folge zwischen 1783 und 1785 durch Anbau des Presbyteriums, der Sakristei und eines gemauerten Turmes zur Pfarrkirche erweitert. Die ursprünglich an der Kapelle angebrachte Tafel wurde über dem Kircheneingang angebracht. Der Kirchturm musste 1851 durch einen neuen ersetzt werden, wobei eine neuerliche Erweiterung der Kirche erfolgte. Die gartenseitig gelegene Wochentagskapelle wurde 1978 angebaut. Außen finden sich insgesamt vier barocke Heiligenstatuen des Antonius von Padua, Karl Borromäus, Paulus und Petrus.

## Inneneinrichtung

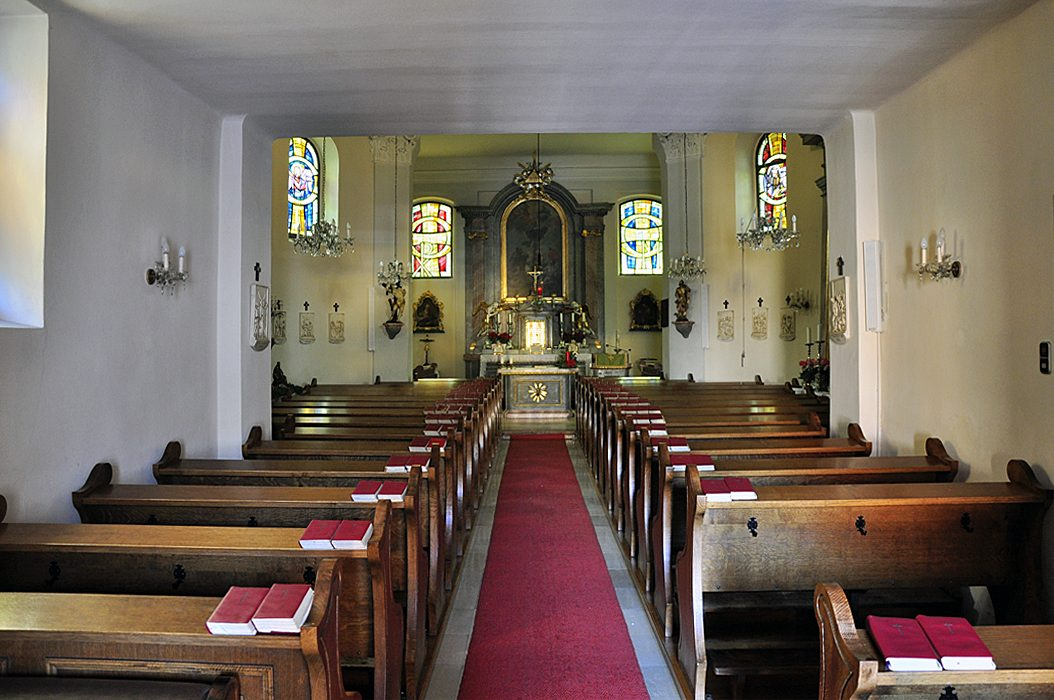
Innenansicht

Der klassizistische Hochaltar wurde im Jahr 1786 errichtet. Das Altarbild steht in der Tradition der Barockmalerei und ist laut 2019 entdeckter Signatur eindeutig dem Œuvre des Barockmalers Martino Altomonte zuzuschreiben. In der unteren Hälfte sind die traditionellen Pestheiligen: Rochus, Franz Xaver, Rosalia, Sebastian und Karl Borromäus dargestellt; darüber Maria Immaculata flankiert von der heiligsten Dreifaltigkeit. Der Hochaltar wird eingerahmt von den Bildern der hl. Helena und der hl. Barbara. Die beiden Gemälde mit reich geschnitzten Rahmen und vergoldeten Rocaille-Dekorationen sind um 1750 entstanden. Die beiden Seitenaltäre stammen aus dem Jahr 1833. Das barocke Bild des linken Seitenaltars stellt die Gottesmutter Maria dar, zu deren Füßen der hl. Karl Borromäus kniet. Den rechten Seitenaltar schmückt das Bild einer Kreuzigungsgruppe, dessen Signatur es als ein Werk des bekannten Malers Max von Poosch-Gablenz erweist und mit 1930 datiert ist. Die Orgel mit acht Registern fertigte 1855 der Klosterneuburger Orgelbauer Franz Reusch und dürfte zu einem seiner frühen Werke gehören. Die färbigen Kirchenfenster wurden in den Jahren 1993–1995 angeschafft. Der künstlerische Entwurf stammt von Jana Fertl, angefertigt wurden sie vom Glasmaler Karl Fertl. Das Geläute besteht aus drei Glocken. Die beiden größeren wurden 1949 von der Gießerei Josef Pfundner gegossen. Die kleine Glocke stammte ursprünglich aus dem Jahr 1747, musste aber 1920 aufgrund eines Sprunges von der Firma Max Samassa umgegossen werden.